# Ӭ
Ӭ (minuscule : ӭ), appelé é tréma, est une lettre de l’alphabet cyrillique utilisée dans l’écriture du same de Kildin, où elle note la voyelle mi-fermée antérieure non arrondie /e/ après une consonne palatisée, produisant donc [Cʲe], ou dans l’écriture du nénètse de la forêt et du selkoupe. Ce graphème correspond à la lettre e cyrillique ‹ Э › diacritée d’un tréma.

## Représentations informatiques
- Unicode :
- précomposé (cyrillique) :

| formes    | représentations | chaînes de caractères | points de code | descriptions                        |
| --------- | --------------- | --------------------- | -------------- | ----------------------------------- |
| capitale  | Ӭ               | Ӭ                     | U+04EC         | lettre majuscule cyrillique é tréma |
| minuscule | ӭ               | ӭ                     | U+04ED         | lettre minuscule cyrillique é tréma |

- décomposé (cyrillique, diacritiques) :

| formes    | représentations | chaînes de caractères | points de code | descriptions                                    |
| --------- | --------------- | --------------------- | -------------- | ----------------------------------------------- |
| capitale  | Ӭ               | Э◌̈                    | U+042D U+0308  | lettre majuscule cyrillique é diacritique tréma |
| minuscule | ӭ               | э◌̈                    | U+044D U+0308  | lettre minuscule cyrillique é diacritique tréma |